# Marek Plawgo
Marek Plawgo (Ruda Śląska, 25 februari 1981) is een Poolse atleet, die is gespecialiseerd in de 400 m horden. In deze discipline werd hij wereldjeugdkampioen en meervoudig Pools kampioen.

## Biografie
Zijn eerste succes behaalde Plawgo op de wereldkampioenschappen voor junioren in 2000, door er het goud te winnen op de 400 m horden.
In 2004 werd hij zesde bij de Olympische Spelen van Athene op de 400 m horden. Hier evenaarde Plawgo zijn persoonlijk record van 48,16 s, dat in 2001 tevens een nationaal record was. Op de Europese kampioenschappen van 2006 werd hij tweede in 48,71. Op de wereldkampioenschappen van 2007 in Osaka won hij een bronzen medaille op de 400 m horden in een Pools record van 48,12.
Een jaar later, op de Olympische Spelen in Peking, werd hij zevende op de 4 x 400 m estafette in 3.00,32.
Tijdens de winterseizoenen traint Marek Plawgo op de 400 m, op welke afstand hij in 2002 Europees indoorkampioen werd.

## Titels
- Europees indoorkampioen 400 m - 2002
- Pools kampioen 400 m horden - 2001, 2003, 2005, 2006
- Europees kampioen U23 400 m horden - 2003
- Wereldjuniorenkampioen 400 m horden - 2000

## Persoonlijke records
Outdoor
| Onderdeel    | Prestatie    | Datum             | Plaats         |
| ------------ | ------------ | ----------------- | -------------- |
| 100 m        | 10,60 s      | 22 september 2001 | Krakau         |
| 200 m        | 20,61 s      | 25 mei 2002       | Biała Podlaska |
| 300 m        | 32,77 s      | 29 mei 2002       | Bielsko-Biała  |
| 400 m        | 45,35 s      | 22 juni 2002      | Annecy         |
| 600 m        | 1.16,03      | 30 april 2005     | Bogatynia      |
| 400 m horden | 48,12 s (NR) | 28 augustus 2007  | Osaka          |

Indoor
| Onderdeel | Prestatie    | Datum        | Plaats |
| --------- | ------------ | ------------ | ------ |
| 200 m     | 21,30 s      | 2 maart 2003 | Spala  |
| 400 m     | 45,39 s (NR) | 3 maart 2002 | Wenen  |

## Palmares

### 400 m
- 2002:  EK indoor - 45,39 s
- 2002:  Europese Cup - 45,35 s
- 2003:  Europese indoor Cup - 46,76 s

### 400 m horden
Kampioenschappen
- 2000:  WK junioren - 49,23 s
- 2001:  Europese Cup - 48,98 s
- 2003:  EK U23 - 48,45 s
- 2004: 6e OS - 48,16 s
- 2005:  Europese Cup - 48,99 s
- 2006:  EK - 48,71 s
- 2007:  WK - 48,12 s

Golden League-podiumplekken
- 2007:  ISTAF – 49,01 s
- 2008:  ISTAF – 49,24 s

### 4 x 400 m estafette
- 2003: 4e WK indoor - 3.06,61
- 2008: 7e OS - 3.00,32

- World Athletics: 14217387
- Nationale Bibliotheek van Polen: a0000003669398
- Virtual International Authority File: 4012150567615106370006